# Pterolophia fractilinea
Pterolophia fractilinea är en skalbaggsart som först beskrevs av Francis Polkinghorne Pascoe 1865.  Pterolophia fractilinea ingår i släktet Pterolophia och familjen långhorningar. Inga underarter finns listade i Catalogue of Life.